# Veddriq Leonardo
Veddriq Leonardo, född 11 mars 1997, är en indonesisk professionell sportklättrare.

## Karriär
Leonardo har tagit hem segern i Världscupen tre år i rad 2021, 2022 och 2023 i hastighet. 2022 tog han guldet i Världsspelen i samma disciplin.